# Закон України «Про географічні назви»
 Про географічні назви — закон, що визначає правові основи регулювання відносин та діяльності, пов'язаних із встановленням назв географічних об'єктів, а також унормуванням, обліком, реєстрацією, використанням та збереженням географічних назв.

## Ухвалення
Ухвалений 31 травня 2005 р.

## Зміст
Містить такі розділи:
- І. Основні терміни.
- ІІ. Законодавство України про географічні назви.
- ІІІ. Сфера дії цього Закону.
- IV. Органи, що здійснюють державне управління у сфері топографо-геодезичної і картографічної діяльності.
- V. Встановлення географічних назв.
- VI. Унормування географічних назв.
- VII. Органи, які здійснюють найменування та перейменування географічних об'єктів.
- VIII. Порядок найменування та перейменування географічного об'єкта.
- ІХ. Облік назв географічних об'єктів. Державна реєстрація географічних назв.
- Х. Використання та збереження географічних назв.
- ХІ. Державний контроль за встановленням, унормуванням, обліком, реєстрацією та збереженням географічних назв.
- XII. Фінансування діяльності, пов'язаної із встановленням, унормуванням, обліком, реєстрацією та збереженням географічних назв, створенням та веденням Державного реєстру географічних назв.
- XIII.Міжнародне співробітництво з питань встановлення, унормування, обліку, реєстрації, використання, збереження географічних назв, створення та ведення Державного реєстру географічних назв.
- XIV. Відповідальність за порушення законодавства про географічні назви.